# Ernst Georg Nauck
Ernst Georg Nauck (* 6. März 1897 in Sankt Petersburg; † 18. Oktober 1967 in Benidorm) war ein deutscher Tropenmediziner und Hochschullehrer.

## Leben
Nauck wuchs in St. Petersburg auf, wo er ein humanistisches Gymnasium besuchte, floh aber vor dem Beginn des Ersten Weltkriegs nach Deutschland. Seit 1914 studierte er Medizin an den Universitäten Leipzig und Greifswald, wo er 1921 promoviert wurde. Seit 1923 war Nauck am Hamburger Tropeninstitut tätig, wo er einen Großteil seines Berufslebens verbrachte. Seine Tätigkeit am Hamburger Institut wurde immer wieder durch längere Auslandsaufenthalte unterbrochen – u. a. in China (1924–1927), Costa Rica (1927–1929) und Transkaukasien (1931). 1933 habilitierte Nauck sich für das Fach Tropenmedizin an der Universität Hamburg, wo er 1934 zum nichtbeamteten außerordentlichen Professor ernannt wurde. 1939 folgte die Ernennung zum außerplanmäßigen Professor.
Nach der Machtergreifung der Nationalsozialisten unterzeichnete er im November 1933 das Bekenntnis der Professoren zu Adolf Hitler. Nauck war von 1934 bis 1939 Mitglied der SA, am 19. Juni 1937 beantragte er die Aufnahme in die NSDAP und wurde rückwirkend zum 1. Mai desselben Jahres aufgenommen (Mitgliedsnummer 4.178.797). Zudem gehörte er dem NS-Lehrerbund und dem NS-Dozentenbund an.
Während des Zweiten Weltkriegs übernahm er im deutsch besetzten Generalgouvernement ab 1940 zeitweise die kommissarische Leitung des Staatlichen Instituts für Hygiene in Warschau. Im Rahmen dieser Tätigkeit rechtfertigte er mit seuchenhygienischen Argumenten die zwangsweise Ghettoisierung der polnischen Juden. 1942/43 war Nauck als Beratender Hygieniker der Marine-Sanitätsinspektion in der Ukraine, auf der Krim und im Kaukasus tätig. Im Oktober 1943 wurde Nauck nach dem Tod von Peter Mühlens zum kommissarischen Direktor des Bernhard-Nocht-Institut für Tropenmedizin (Hamburger Tropeninstituts) ernannt, 1944 übernahm er vertretungsweise auch die ordentliche Professur für Tropenmedizin an der Universität Hamburg.
Nachdem er im Oktober 1947 im Rahmen der Entnazifizierung als „entlastet“ eingestuft worden war, wurde Nauck im Dezember 1947 endgültig zum Leiter des Hamburger Tropeninstituts und zum Ordinarius für Tropenmedizin an der Hamburger Universität ernannt. 1953/54 war er Dekan der Medizinischen Fakultät Hamburg. 1958/59 wurde er zum Rektor der Hamburger Universität gewählt.

## Ehrungen
- 1956: Komturkreuz des Ordens „Stern von Afrika“ (Liberia).
- 1957: Dr. med. vet. h. c. der Tierärztlichen Hochschule Hannover.
- 1957: Professor h. c. der Universität Lima.
- 1959: Dr. h. c. der Universität Dakar.
- 1960: Ritter der Ehrenlegion in Frankreich.
- 1962: Mitglied der Deutschen Akademie der Naturforscher Leopoldina.
- 1963: Medaille für Kunst und Wissenschaft der Freien und Hansestadt Hamburg.

## Werke
- Lehrbuch der Tropenkrankheiten, Stuttgart 1956 (3. überarb. Aufl., Stuttgart 1967).